# 1987 UW
1987 UW är en asteroid i huvudbältet som upptäcktes den 18 oktober 1987 av den amerikanska astronomen Jean Mueller vid Palomar-observatoriet.
Asteroiden har en diameter på ungefär 4 kilometer och den tillhör asteroidgruppen Barcelona.